# FACTS
FACTS is een halfjaarlijks evenement rond de popcultuur in België dat door meer dan 45.000 sciencefiction-, strip-, fantasy- en animeliefhebbers bezocht wordt. De naam F.A.C.T.S. is een acroniem voor Fantasy, Animation, Comics, Toys, Sciencefiction.

## Geschiedenis
De studenten Rik De Clercq, Yves De Meyer, Steven Smet en Emmanuel Van Melkebeke leerden elkaar kennen in Sniff, een winkel gespecialiseerd in tweedehandse comics, cd’s en speelgoed. Na voorbereidend werk vanaf 1992 organiseerden ze op 27 maart 1993 op de eerste verdieping van het Gentse café Het Tonneke de eerste FACTS, waar een veertigtal bezoekers op afkwamen. Toen was er slechts twee lange tafels met merchandising. Voor de tweede editie verhuisde FACTS naar Centrum den Berg in Sint-Amandsberg. Door de jaren heen kwamen er steeds meer en meer bezoekers en handelaars af. Voor die reden verhuisde het evenement in 1998 naar het grotere ICC Gent en in 2009 naar Flanders Expo.
Ondanks de amateuristische opzet was het evenement vanaf het begin niet alleen bedoeld voor hobbyisten, maar ook als handelsbeurs. In de loop der jaren is FACTS gegroeid tot een totaalevenement waar fans hun favoriete acteurs en artiesten ontmoeten en bezoekers kunnen deelnemen aan cosplay-wedstrijden en computer-, bord-, kaart- en rollenspellen ervaren. Verdere attracties gaan van reuzespringkastelen voor volwassenen tot Virtual Reality-belevingen.
Ter gelegenheid van editie 2012 werd er speciaal een app geschreven met het volledig vernieuwde zaalplan. Voorgaande edities, zoals editie 2011 (met 20.000 bezoekers), maakten gebruik van hallen 3, 5 en 7. Hier kwam men tot de conclusie dat er te weinig plaats was om zonder problemen rond te lopen. Hierop werd het huidige zaalplan ingevoerd, met als inkomhal/gamesroom 'hal 3' en als dealerroom 'hal 8'. (die 95m x 113m is)
Sinds 2016 organiseert FACTS twee edities per jaar. Dat gebeurde eerder in 1993 en 1998. Door de COVID pandemie was er in 2020 geen editie en in 2021 slechts één.
In 2021 werd organisator Easyfairs Belgium op een rechtszaak vrijgesproken voor inbreuken op de wapenwet. Het Openbaar Ministerie bracht het bedrijf voor de Correctionele rechtbank voor verkoop van namaakwapens bij cosplay kostuums op FACTS.

## Edities
| Editie | Datum          | Locatie                           | Bezoekers              |
| ------ | -------------- | --------------------------------- | ---------------------- |
| 1      | maart 1993     | Café Het Tonneke, Gent            | 40                     |
| 2      | november 1993  | Centrum ten Berg, Sint-Amandsberg | 170                    |
| 3      | oktober 1994   | Centrum ten Berg, Sint-Amandsberg | 540                    |
| 4      | oktober 1995   | Centrum ten Berg, Sint-Amandsberg | 650                    |
| 5      | oktober 1996   | Centrum ten Berg, Sint-Amandsberg | 750                    |
| 6      | oktober 1997   | Centrum ten Berg, Sint-Amandsberg | 750                    |
| 7      | mei 1998       | ICC Ghent, Gent                   | 650                    |
| 8      | oktober 1998   | ICC Ghent, Gent                   | 850                    |
| 9      | oktober 1999   | ICC Ghent, Gent                   | 1400                   |
| 10     | oktober 2000   | ICC Ghent, Gent                   | 1600                   |
| 11     | oktober 2001   | ICC Ghent, Gent                   | 2600                   |
| 12     | oktober 2002   | ICC Ghent, Gent                   | 4000                   |
| 13     | oktober 2003   | ICC Ghent, Gent                   | 5000                   |
| 14     | oktober 2004   | ICC Ghent, Gent                   | 5500                   |
| 15     | oktober 2005   | ICC Ghent, Gent                   | 6000                   |
| 16     | oktober 2006   | ICC Ghent, Gent                   | 6500                   |
| 17     | oktober 2007   | ICC Ghent, Gent                   | 7500                   |
| 18     | oktober 2008   | ICC Ghent, Gent                   | 9000                   |
| 19     | oktober 2009   | Flanders Expo, Gent               | 14.000                 |
| 20     | oktober 2010   | Flanders Expo, Gent               | 15.000                 |
| 21     | oktober 2011   | Flanders Expo, Gent               | >20.000                |
| 22     | oktober 2012   | Flanders Expo, Gent               | 25.000                 |
| 23     | oktober 2013   | Flanders Expo, Gent               | 30.000                 |
| 24     | oktober 2014   | Flanders Expo, Gent               | 40.000                 |
| 25     | september 2015 | Flanders Expo, Gent               | <50.000                |
| 26     | april 2016     | Flanders Expo, Gent               | 45.000?                |
| 27     | oktober 2016   | Flanders Expo, Gent               | 45.000                 |
| 28     | april 2017     | Flanders Expo, Gent               | ?                      |
| 29     | oktober 2017   | Flanders Expo, Gent               | 40.000                 |
| 30     | april 2018     | Flanders Expo, Gent               | 31.000                 |
| 31     | september 2018 | Flanders Expo, Gent               | 45.000                 |
| 32     | april 2019     | Flanders Expo, Gent               | 33.749                 |
| 33     | oktober 2019   | Flanders Expo, Gent               | >45.000                |
| X      | april 2020     | Flanders Expo, Gent               | Geannuleerd door Covid |
| 34     | november 2021  | Flanders Expo, Gent               | 35.000                 |
| 35     | april 2022     | Flanders Expo, Gent               | 28.085                 |
| 36     | oktober 2022   | Flanders Expo, Gent               | 45.119                 |
| 37     | april 2023     | Flanders Expo, Gent               | 32.328                 |
| 38     | oktober 2023   | Flanders Expo, Gent               | 45.268                 |
| 39     | april 2024     | Flanders Expo, Gent               | 32.605                 |

## Genodigden

### Acteurs
Editie 2018
Manu Bennett (Arrow), Gillian Anderson (The X-Files), Joe Keery (Stranger Things), Emilie De Ravin (Once Upon a Time), Cobie Smulders (Marvel filmreeks)
Editie 2017 (oktober)
Brent Spiner (Star Trek: The Next Generation), Karl Urban (Star Trek), Corin Nemec (Stargate SG-1), Jared Gilmore (Once Upon a Time), James & Oliver Phelps (Harry Potter), Jenna Coleman (Doctor Who)
Editie 2017 (lente)
Amanda Tapping (Stargate SG-1), Spencer Wilding (Star Wars: Rogue One), Ben McKenzie (Gotham), Morena Baccarin (Firefly), Nathan Fillion (Firefly), Kristian Nairn (Game of Thrones)
Editie 2016 (oktober)
Paul McGann (Doctor Who), Nicholas Brendon (Buffy the Vampire Slayer), Sean Astin (Lord of the Rings), David Hasselhoff (Baywatch), Sylvester McCoy (Doctor Who), Erika Eleniak (Baywatch), Hafþór Júlíus Björnsson (Game of Thrones), Alaina Huffman (Stargate Universe), Sybil Danning (Grindhouse), Kristin Bauer (Once Upon a Time)
Editie 2016 (lente)
Laurie Holden (The Walking Dead), Ray Park (Star Wars), Louise Brealey (Sherlock), Tom Wlaschiha (Game of Thrones), Richard Dean Anderson (Stargate SG-1)
Editie 2015
John Rhys-Davies (Lord of the Rings), Christopher Lloyd (Back to the Future), Peter Mayhew (Star Wars), Casper Van Dien (Starship Troopers), Summer Glau (Firefly), Alfie Allen (Game of Thrones), William Sadler, Ernie Hudson (Ghostbusters)
Editie 2014
Adam Brown (The Hobbit), Liam McIntyre (Spartacus), Christopher Judge (Stargate SG-1), Carice van Houten (Game of Thrones), Jerome Blake (Star Wars), Carrie Fisher (Star Wars), Lou Ferrigno (The Incredible Hulk), Robert Knepper (Prison Break), Costas Mandylor (Saw)
Editie 2013
Anthony Daniels (Star Wars), Electra & Elise Avellan (Machete), Iain Glen (Game of Thrones), Jennifer Blanc, Jonathan Hardy, Julie Benz (Buffy the Vampire Slayer), Manu Bennett (Arrow), Michael Shanks (Stargate)
Editie 2012
James Callis (Battlestar Galactica), Charles Dance (Game of Thrones),Janina Gavankar (True Blood), Lauren Cohan (The Walking Dead), Norman Reedus (The Boondock Saints, The Walking Dead), Sean Patrick Flanery (The Boondock Saints, The Young Indiana Jones Chronicles), Teryl Rothery (Stargate SG-1), Ian Whyte (Alien vs. Predator), Dermot Crowley (Star Wars:Return of the Jedi), Paul Blake (Star Wars: A New Hope)
Editie 2011
Tom Felton (Harry Potter), Edward Furlong (Terminator 2), Sherilyn Fenn (Twin Peaks), Charisma Carpenter (Buffy the Vampire Slayer), Kenny Baker (Star Wars), Ken Colley (Star Wars), Lou Ferrigno (The Incredible Hulk), Dina Meyer (Starship Troopers), Tory Higginson (Stargate Atlantis), Julian Glover (Star Wars), Jeremy Bulloch (Star Wars), Garrick Hagon (Star Wars)
Editie 2010
Kristanna Loken (Terminator 3), Robert Picardo (Star Trek: Voyager), Noah Hathaway (Battlestar Galactica), Dirk Benedict (The A-Team), Dwight Schultz (The A-Team), Billy Dee Williams (Star Wars), Jewel Staite (Firefly), Doug Bradley (Hellraiser)
Editie 2009
Jimmy Jean-Louis (Heroes), Kevin Sorbo (Hercules: The Legendary Journeys), Leah Cairns (Battlestar Galactica), Christopher Judge (Stargate SG-1)
Editie 2008
Morena Baccarin (Firefly), Paul McGillion (Stargate Atlantis), Silas Carson (Star Wars), Richard Hatch (Battlestar Galactica), Cliff Simon (Stargate SG-1)